# جاك لويس (كاتب)
جاك لويس (بالإنجليزية: Jack Lewis)‏‏ (13 نوفمبر 1924 في آيوا - 24 مايو 2009 ) ضابط، وكاتب سيناريو، ومؤلف، وروائي، وصحفي، وممثل، وكاتب، ومؤدي مشاهد خطيرة من الولايات المتحدة.

## الجوائز
- ميدالية النجمة البرونزية
- نوط الجو

## روابط خارجية
- جاك لويس على موقع IMDb (الإنجليزية)
- جاك لويس على موقع أول موفي (الإنجليزية)
- جاك لويس على موقع قاعدة بيانات الفيلم (الإنجليزية)